# Premier von Niue
Der Premier of Niue ist der Regierungschef von Niue. Der Premier wird von der Niue Fono Ekepule (Nationalversammlung) gewählt und bildet ein Kabinett, welches neben dem Premier drei weitere Mitglieder der Assembly umfasst.
Der erste Premierminister, Sir Robert Rex, wurde alle drei Jahre wiedergewählt, von 1974 bis zu seinem Tode 1992, unabhängig seit der Unabhängigkeit Niues.